# Lico (hijo de Poseidón y Celeno)
Lico (en griego Λύκος: Lúkos), según la mitología griega, era hijo de Poseidón y la pléyade Celeno. Lo poco que se sabe de este Lico es que el propio Poseidón lo asentó en la isla de los Bienaventurados, sin especificar más información al respecto.Este Lico es denominado alternativamente como Licaón.
Higino, autor tardío, confunde a varios personajes homónimos. Dice que Eufemo, Lico y Nicteo son hijos de Neptuno y Celeno, a la que denomina como hija de un tal Ergeo (cuyo nombre ha sido conservado corrupto).En la genealogía tradicional los hermanos Lico y Nicteo, corregentes de Tebas, son hijos de Hirieo, a su vez hijo Poseidón y otra de las pléyades, Alcíone.En esta guisa algunos autores modernos imaginan a Lico, unificando a ambos personajes, como medio hermano de Eurípiloy raptor de Antíope.No obstante el Lico hijo de la pléyade Celeno y el Lico hermano de Nicteo suelen aparecer especialmente en los textos genealógicos como personajes diferenciados.